# 4.25 REQUIEM
『4.25 REQUIEM』（よんてんにいご・レクイエム）は、日本のシンガーソングライターである尾崎豊のコンピレーション・アルバム。
1995年4月5日にBMGビクターから初回プレス限定盤がリリースされ、同年6月21日に通常盤がリリースされた。プロデュースは沢田研二のバックバンドに参加していた西平彰が担当、過去にリリースされた尾崎のバラードを中心としたインストゥルメンタル・アレンジが収録されている。初回プレス限定盤は尾崎16歳時のアコースティック・ギターの弾き語りによる未発表音源が3曲収録された8センチCDおよび尾崎直筆のアルバム『十七歳の地図』（1983年）制作ノートの復刻版が同梱されたLPレコードサイズのダブルジャケット仕様となっていた。

## 収録曲
- CDバックカバーに記載されたクレジットを参照[3]。

| #         | タイトル                              | 作詞      | 作曲      | 編曲   | 時間 |
| --------- | ------------------------------------- | --------- | --------- | ------ | ---- |
| 1.        | 「I Love You」                        |           | 尾崎豊    | 西平彰 | 4:52 |
| 2.        | 「シェリー〜Shelly」                  |           | 尾崎豊    | 西平彰 | 4:26 |
| 3.        | 「Forget-me-not」                     |           | 尾崎豊    | 西平彰 | 4:48 |
| 4.        | 「OH MY LITTLE GIRL」                 |           | 尾崎豊    | 西平彰 | 5:02 |
| 5.        | 「Teenage Blue」                      |           | 尾崎豊    | 西平彰 | 4:28 |
| 6.        | 「ダンスホール〜Dance Hall」          |           | 尾崎豊    | 西平彰 | 4:12 |
| 7.        | 「ドーナッツ・ショップ〜Donuts Shop」 |           | 尾崎豊    | 西平彰 | 4:46 |
| 8.        | 「僕が僕であるために〜My Song」       |           | 尾崎豊    | 西平彰 | 4:25 |
| 9.        | 「卒業〜Graduation」                  |           | 尾崎豊    | 西平彰 | 6:14 |
| 10.       | 「15の夜〜The Night」                 |           | 尾崎豊    | 西平彰 | 5:27 |
| 合計時間: | 合計時間:                             | 合計時間: | 合計時間: | 48:40  |      |

| #         | タイトル         | 作詞・作曲 | 時間  |
| --------- | ---------------- | ---------- | ----- |
| 1.        | 「街の風景」     | 尾崎豊     | 5:57  |
| 2.        | 「ダンスホール」 | 尾崎豊     | 4:38  |
| 3.        | 「風にうたえば」 | 尾崎豊     | 6:58  |
| 合計時間: | 合計時間:        | 合計時間:  | 17:33 |

## スタッフ・クレジット
- CDインナーカバーに記載されたクレジットを参照[3]。

### 参加ミュージシャン
- 西平彰 – シンセサイザー
- 永田“エルトン”一郎 – ピアノ
- ながたやすはる – ピアノ
- ながたひじり – ヴァイオリン
- 三沢またろう – ラテン・パーカッション
- 藤家素子 – ヴァイオリン
- 後藤勇一郎 – ヴィオラ
- 堀沢真己 – チェロ
- 高水健司 – ウッドベース
- 木村誠 – ラテン・パーカッション
- きむらまさよし – ガット・ギター
- 鈴木“バカボン”正之 – エレクトリックベース、ウッドベース
- 八木のぶお – ブルースハープ
- 山本拓夫 – フルート、アルト・サックス
- 鳥山雄司 – フォーク・ギター

### 録音スタッフ
- 西平彰 – サウンド・プロデューサー
- 井上剛 – ミキシング・エンジニア、マスタリング・エンジニア
- 本間郁雄 – レコーディング・エンジニア
- 納屋和貴 – プロジェクト・コーディネーター

### 美術スタッフ
- おかだゆたか (ART LAND) – クリエイティブ・ディレクター、デザイン
- よしのひろぶみ – アート・ディレクション、デザイン

### 制作スタッフ
- こばやしたけお（トランスビート） – ディレクター
- おくやまいちろう – トランスビート・プロモーション、インフォメーション・スタッフ
- すずきのりひさ – トランスビート・プロモーション、インフォメーション・スタッフ
- もりたまいこ – トランスビート・プロモーション、インフォメーション・スタッフ
- いいぬまひろゆき（トランスビート） – エグゼクティブ・プロデューサー
- どいせいしゅう（ボイスエンターテインメント） – レコードレーベル・プロデューサー

## リリース日一覧
| No. | リリース日    | レーベル    | 規格           | カタログ番号 | 備考             | 出典  |
| --- | ------------- | ----------- | -------------- | ------------ | ---------------- | ----- |
| 1   | 1995年4月5日  | BMGビクター | CD + 8センチCD | VOCR-3001    | 初回プレス限定盤 |       |
| 2   | 1995年6月21日 | BMGビクター | CD             | VOCR-3002    | 通常盤           | [ 2 ] |